# Drenje (Dolenjske Toplice)
Drenje (deutsch Dreine) ist eine Siedlung in der slowenischen Gemeinde Dolenjske Toplice im Südosten des Landes. Die Gegend ist Teil der historischen Region Unterkrain und gehört heute zur Region Jugovzhodna Slovenija (Südost-Slowenien). 
Das Dorf liegt am linken Ufer der Krka (dt. Krainer Gurk) flussaufwärts von Soteska. Nördlich der Ortschaft befindet sich der Plešivica-Hügel mit Resten einer Siedlung aus der späten Bronzezeit.